# Теодор Александер фон Льовенщайн-Вертхайм-Рошфор
Теодор Александер фон Льовенщайн-Вертхайм-Рошфор (на немски: Theodor Alexander zu Löwenstein-Wertheim-Rochefort; * 17 септември 1722, Клайнхойбах; † 27 февруари 1780, Ротенбург об дер Таубер) от странична линия на Вителсбахите, е принц на Льовенщайн-Вертхайм-Рошфор.

## Живот
Той е седмият син (деветото дете) на 2. княз Доминик Марквард фон Льовенщайн-Вертхайм-Рошфор (1690 – 1735, убит във Венеция) и съпругата му ланграфиня Кристина Франциска Поликсена фон Хесен-Рейнфелс-Ротенбург-Ванфрид (1688 – 1728), дъщеря на ландграф Карл фон Хесен-Ванфрид (1649 – 1711) и втората му съпруга Александрина Юлиана фон Лайнинген-Дагсбург (1651 – 1703). Брат е на Карл Томас (1714 – 1789), 3. княз на Льовенщайн-Вертхайм-Рошфор.
Теодор Александер се жени през 1751 г. в Страсбург за графиня Катарина Луиза Елеонора фон Лайнинген-Даксбург-Хартенбург (* 1 февруари 1735, Емихсбург при Бокенхайм; † 25 февруари 1805, Пютлинген, Франция), дъщеря на граф Карл Лудвиг фон Лайнинген-Дагсбург-Емихсбург (1704 – 1747) и Каролина Магдалена фон Залм-Даун (1706 – 1786).
Умира на 57 години на 27 февруари 1780 г. в Ротенбург об дер Таубер.

## Деца
Теодор Александер и Катарина Луиза Елеонора имат децата:
- Анна Кристиана (* 1758, Нанси; † 1759, Нанси)
- Мария Габриела (* 1759, Нанси; † 1769, Нанси)
- Доминик Константин фон Льовенщайн-Вертхайм-Рошфор (* 16 април 1762, Нанси; † 18 април 1814, Франкфурт), 6 юни 1789 г. 4. княз на Льовенщайн-Вертхайм-Рошфор, 1803 г. княз на Льовенщайн-Вертхайм-Розенберг, женен I. на 9 май 1780 г. в Бартенщайн за принцеса Мария Леополдина Хенриета фон Хоенлое-Бартенщайн (1761 – 1807), II. на 15 април 1807 г. в Констанц за графиня Мария Кресценция фон Кьонигсег-Ротенфелс (1786 – 1821)
- Кристиан Йозеф (*/† 1765, Нанси)
- Анна Кристиана (* 1758, Нанси; † 1759, Нанси)
- Мария Габриела (* 1759, Нанси; † 1769, Нанси)
- Шарлота Ернестина (*/† 1766, Нанси)
- Виктория Фелицитас фон Льовенщайн-Вертхайм-Рошфор (* 2 януари 1769, Нанси; † 29 ноември 1786, Сенонес, Лотарингия), омъжена на 31 декември 1782 г. в Пютлинген за 3. княз Константин фон Залм-Залм (1762 – 1828)